# Dobrociechy
Dobrociechy est une localité polonaise de la gmina mixte de Bobolice, située dans le powiat de Koszalin en voïvodie de Poméranie-Occidentale. Elle se situe à environ 37 km au sud-est de la ville de Koszalin et 145 km à l'est de la capitale régionale Szczecin.

## Géographie

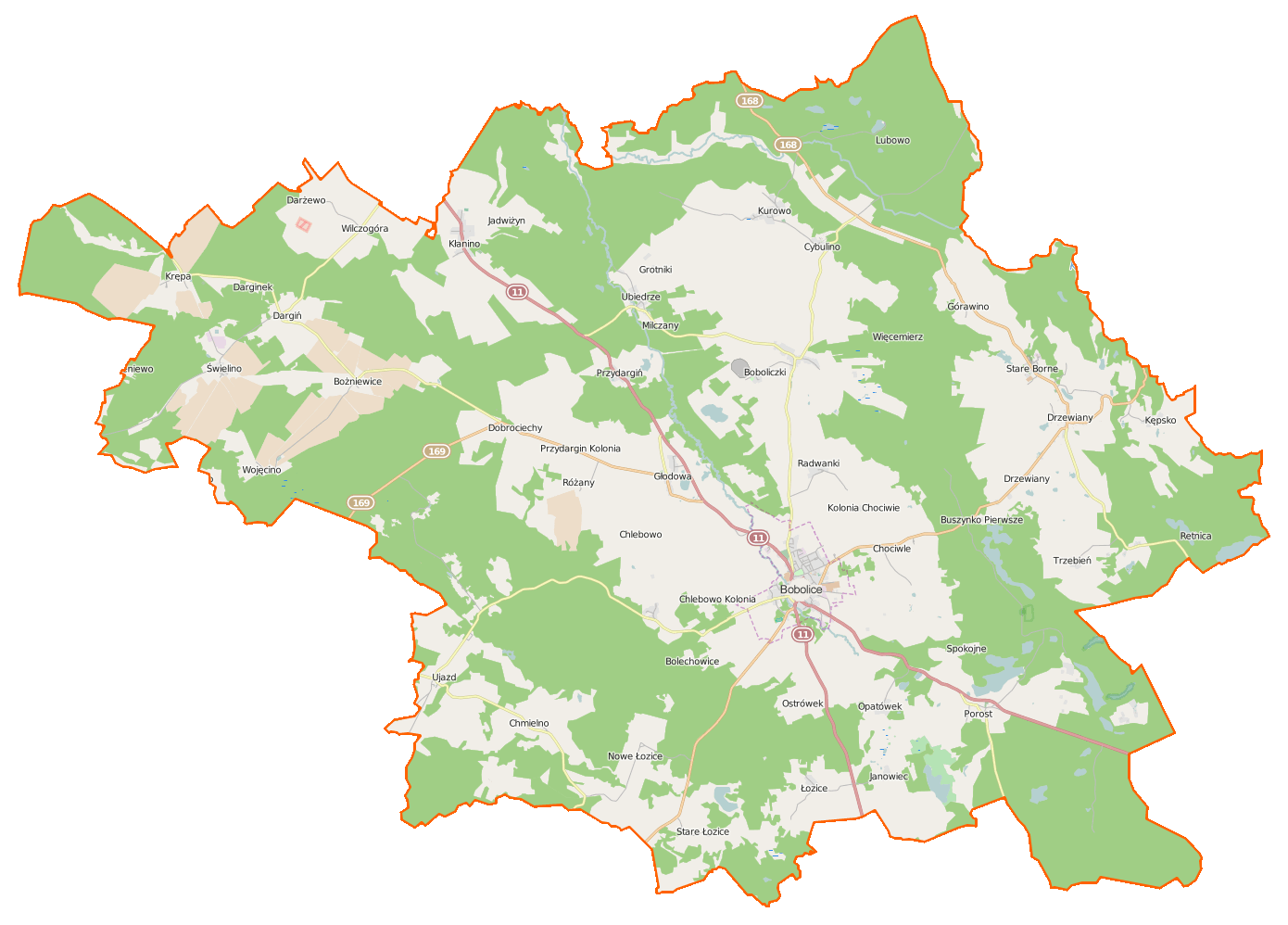
Carte de la gmina de Bobolice.

## Histoire
De 1724 à 1932, Dubbertech fait partie de l'arrondissement de la principauté (de) puis à partir de 1872 de l'arrondissement de Bublitz (de) dans le district de Köslin au sein de la province de Poméranie.

## Personnalités liées à la ville
- Friedrich Wilhelm von Kleist (1851–1936), diplomate allemand
- Hans von Kleist (de) (1854–1927), général prussien